# Pierre Vernier
Pierre Vernier (Ornans, 1580 – Ornans, 14 settembre 1637) è stato un matematico francese.
Il suo nome è legato allo strumento di misura chiamato verniero, da lui inventato e descritto per la prima volta nel 1631 nel libro Construction, l'usage et les propriétés du quadrant nouveau de mathématique.

## Biografia
Entrò giovane al servizio di re Carlo I di Spagna e raggiunse il grado di capitano e amministratore della piazzaforte di Ornans, poi ebbe diversi altri incarichi al servizio del re sino a diventare cancelliere e direttore generale della moneta in Borgogna. Nel 1631 si stabilì a Bruxelles.